# Schüttkasten (Weißenbach/Enns)

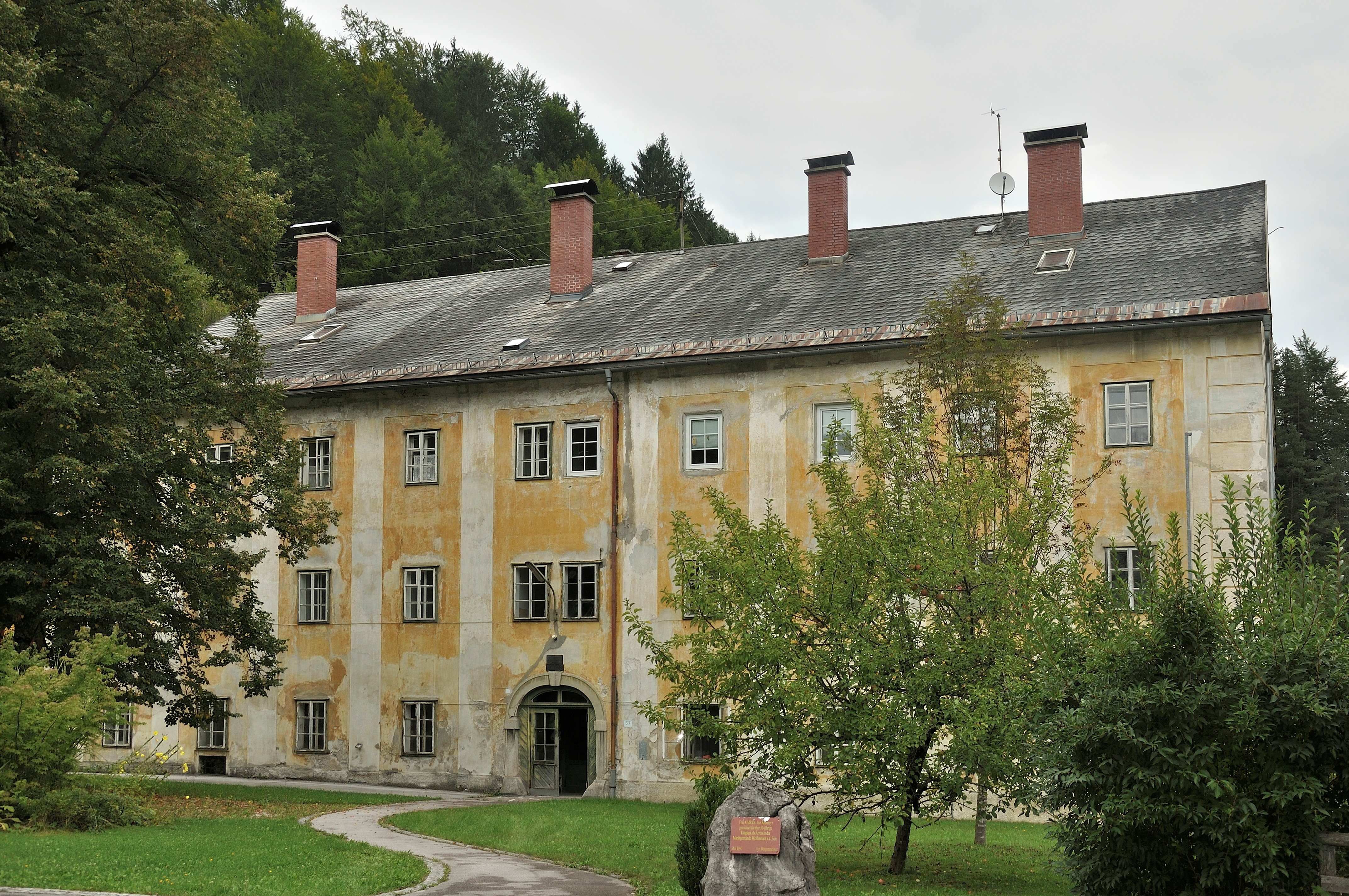
Ehemaliger Schüttkasten in Weißenbach an der Enns

Der Schüttkasten war ein ehemaliger Getreidekasten (Schüttkasten), später ein Wohnhaus in der Ortschaft Weißenbach an der Enns, Gemeinde Sankt Gallen (Steiermark) im Bezirk Liezen in der Steiermark. Er stand unter Denkmalschutz. Im November 2018 wurde er abgebrochen.

## Geschichte
Im Jahr 1625 nach der Gründung der Innerberger Hauptgewerkschaft wurde dieser Getreidekasten errichtet. Neben diesem zählten von den heute noch bestehenden Gebäuden auch das Haupthaus (das heutige Arzthaus), ein Schmalzkeller (heute ist das Gebäude ein Wohnhaus in Privatbesitz) und ein Stadel dazu.
Alexander v. Peez, der Gründer der Zellulosefabrik in Weißenbach, erwarb den Schüttkasten und ließ ihn in Wohnungen für die Arbeiter seiner Fabrik umbauen.
Die Nebengebäude gingen in den Besitz der Steiermärkischen Landesforste über. Das Arzthaus ist heute Eigentum der Gemeinde Weißenbach an der Enns.
1896 brannten das Dach und Teile des Obergeschoßes vollständig ab.
Bis zur Jahrtausendwende wurde der ehemalige Schüttkasten als Wohngebäude mit acht Wohneinheiten von ehemaligen Fabrikarbeitern, beziehungsweise deren Angehörigen bewohnt; danach stand er weitgehend leer. Im November 2018 wurde er abgebrochen.

## Architektur
Der ehemalige Schüttkasten war ein dreigeschoßiger Mauerbau mit Satteldach und SO - NW gerichteter Längsachse. Er war neun Fensterachsen lang mit einer Doppelfensterachse in der Mitte über dem rundbogigen Eingangsportal und vier Fensterachsen breit. Im Erdgeschoß fand man Kreuzgewölbe, im Keller Tonnengewölbe und Grundwasserableitungen.